# Kigoma (região)
Kigoma é uma região da Tanzânia. Sua capital é a cidade de Kigoma.

## Distritos
- Kibondo
- Kasulu
- Kigoma Urban
- Kigoma Rural